# Sepia mascarensis
Sepia mascarensis är en bläckfiskart som beskrevs av Filippova och Khromov 1991. Sepia mascarensis ingår i släktet Sepia och familjen Sepiidae. IUCN kategoriserar arten globalt som otillräckligt studerad. Inga underarter finns listade i Catalogue of Life.